# Jeff Skiba
Jeffrey Skiba (* 28. April 1984) ist ein US-amerikanischer Leichtathlet.

## Leben und Karriere
Aufgrund eines fehlenden Wadenbeins wurde Skiba im Alter von 10 Monaten der linke Unterschenkel unterhalb des Knies amputiert.
Im Alter von 11 Jahren begann er in der High School mit der Leichtathletik. Dort konnte er insbesondere im Hochsprung die Wettkämpfe oft erfolgreich beenden. Unterstützt durch eine hochwertige Fußprothese, übersprang er bereits früh 1,88 Meter.
Bei der IPC Weltmeisterschaft 2006 in Assen gewann er Gold im Hochsprung.
2008 gewann er bei den Paralympics in Beijing Gold im Hochsprung und Silber im Modernen Fünfkampf.
Mit inoffiziell übersprungenen 2,15 Metern setzte Jeff Skiba 2008 einen Hochsprung-Weltrekord in der Kategorie F44. Neben seiner Spezialdisziplin Hochsprung ist Skiba noch in den Disziplinen 100 Meter, 200 Meter, Weitsprung und Fünfkampf aktiv.
2007 nahm Jeff Skiba als bisher einziger „amputierter“ Athlet an den nationalen US-amerikanischen Leichtathletik-Meisterschaften teil. Aktuell lebt und trainiert er in Chula Vista, Kalifornien.
Bei den Paralympics 2012 in London gewann er Silber im Hochsprung.
Skiba absolvierte ein Studium an der Universität Washington und ist beruflich Polizist.

## Erfolge (Auszug)

### Weltrekord
- Hochsprung – 2,15 Meter – Azusa, Kalifornien, 2008

### Paralympics 2008 Peking
- Hochsprung – 2,11 Meter – Goldmedaille
- Fünfkampf – 4724 Punkte – Silbermedaille
- Speerwurf – 51,46 Meter – 5. Platz
- Diskuswurf – 48,72 Meter – 6. Platz
- Weitsprung – 5,83 Meter – 9. Platz

### Paralympics 2004 Athen
- Hochsprung – 1,97 Meter – Silbermedaille
- Diskuswurf – 45,24 Meter – 4. Platz
- Speerwurf – 46,44 Meter – 8. Platz

## Sonstiges
In dem Horrorfilm Blood Moon Rising (2009) spielte Jeff Skiba eine Nebenrolle als Zombie.